# انگ تسرینگ
انگ تسرینگ (انگلیسی: Ang Tsering؛ زادهٔ ۱۹۰۴) یک شرپای نپالی است که بیشتر به خاطر شرکت در صعود اورست ۱۹۲۴ و همچنین فاجعه صعود نانگا پاربات ۱۹۳۴ شناخته می‌شود. او از سال ۱۹۲۴ تا ۱۹۷۳ به عنوان شرپا اشتغال داشته است. در زمان فاجعه صعود نانگا پاربات او ۷ یا ۹ روز را در طوفان گذارند و به عنوان تنها بازمانده نجات پیدا کرد. او پس از رسیدن به کمپ یک توانست به آلمانی‌ها در مورد اتفاق رخداده خبر دهد. 